# Midnight Hour
Midnight Hour, född 23 mars 2011, är en finsk varmblodig travhäst. Han tränades av Ossi Nurmonen och kördes av Iikka Nurmonen.
Midnight Hour började tävla i april 2014. Han sprang under sin karriär in 466 310 euro på 85 starter, varav 33 segrar, 15 andraplatser och 7 tredjeplatser. Hans största seger är tagen i Åby Stora Pris (2017). Han vann även St. Michel-loppet (2017) och på tredjeplats i Kymi Grand Prix (2018).

## Statistik
| Statistik för Midnight Hour (Ref.) | Statistik för Midnight Hour (Ref.) | Statistik för Midnight Hour (Ref.) | Statistik för Midnight Hour (Ref.) | Statistik för Midnight Hour (Ref.) | Statistik för Midnight Hour (Ref.) |
| ---------------------------------- | ---------------------------------- | ---------------------------------- | ---------------------------------- | ---------------------------------- | ---------------------------------- |
| Starter                            | Placeringar                        | Startprissumma                     | Segerprocent                       | Platsprocent                       | Rekord                             |
| 85                                 | 33-15-7                            | 466 310 euro                       | 39 %                               | 65 %                               | 1.10,5ak,                          |

### Större segrar
| År   | Lopp              | Kusk           | Vinstbelopp | Grupp   |
| ---- | ----------------- | -------------- | ----------- | ------- |
| 2017 | Åby Stora Pris    | Iikka Nurmonen | 112 500 EUR | Grupp 1 |
| 2022 | St. Michel-loppet | Iikka Nurmonen | 80 000 EUR  | Grupp 1 |